# Liste der größten Unternehmen in Katar
Die Liste der größten Unternehmen in Katar enthält die vom Forbes Magazine in der Liste Forbes Global 2000 veröffentlichten größten börsennotierten Unternehmen in Katar.
Die Rangfolge der jährlich erscheinenden Liste der 2000 größten börsennotierten Unternehmen der Welt errechnet sich aus einer Kombination von Umsatz, Nettogewinn, Aktiva und Marktwert. Dabei wurden die Platzierungen der Unternehmen in den gleich gewichteten Kategorien zu einem Rang zusammengezählt. In der Tabelle aufgeführt sind auch der Hauptsitz, die Branche und die Zahl der Mitarbeiter. Die Zahlen sind in Milliarden US-Dollar angegeben und beziehen sich auf das Geschäftsjahr 2016, für den Marktwert auf den Börsenkurs vom 27. Mai 2017.

## Größte börsennotierte Unternehmen
| Rang | Forbes 2000 | Name                  | Hauptsitz | Umsatz (Mrd. $) | Gewinn (Mrd. $) | Aktiva (Mrd. $) | Marktwert (Mrd. $) | Mitarbeiter | Branche            |
| ---- | ----------- | --------------------- | --------- | --------------- | --------------- | --------------- | ------------------ | ----------- | ------------------ |
| 1.   | 225.        | Qatar National Bank   | Doha      | 11,7            | 3,4             | 197,6           | 37,7               | 25.424      | Banken             |
| 2.   | 798.        | Ooredoo               | Doha      | 8,9             | 0,60            | 24,9            | 9,1                | 39.000      | Telekommunikation  |
| 3.   | 1189.       | Masraf Al Rayan       | Doha      | 0,76            | 0,57            | 25,1            | 8,8                | 322         | Banken             |
| 4.   | 1198.       | Industries Qatar      | Doha      | 1,3             | 0,81            | 9,7             | 18,4               | 150.000     | Chemie             |
| 5.   | 1229.       | Qatar Islamic Bank    | Doha      | 1,1             | 0,56            | 38,4            | 6,6                | 11.430      | Banken             |
| 6.   | 1346.       | Ezdan Holding Group   | Doha      | 0,54            | 0,50            | 13,7            | 11,5               | 18.000      | Bau und Immobilien |
| 4.   | 1255.       | Commercial Bank Qatar | Doha      | 1,7             | 0,78            | 35,8            | 3,4                | 13.400      | Banken             |
| 6.   | 1986.       | Doha Bank             | Doha      | 1,1             | 0,29            | 24,8            | 2,2                | 1.252       | Banken             |

## Größte nicht börsennotierte Unternehmen
| Rang | Name            | Hauptsitz | Umsatz (Mrd. $) | Mitarbeiter | Branche    | Jahr |
| ---- | --------------- | --------- | --------------- | ----------- | ---------- | ---- |
| 1.   | Qatar Petroleum | Doha      | 79,423          |             | Öl und Gas | 2012 |